# Котельников, Константин Анатольевич
Константи́н Анато́льевич Коте́льников (род. 4 сентября 1968, Одесса, Украина) — оперный и камерный певец (тенор). Бывший солист Петербургского театра оперы и балета имени М. П. Мусоргского.

## Биография
Родился в Одессе. В 1975—1985 годах учился в Одесской специальной средней школе с преподаванием ряда предметов на французском языке.
В 1986—1992 годах Константин Котельников учился в Одесском медицинском институте имени Пирогова. Параллельно в 1989—1994 годах он учился в Одесской консерватории имени А. В. Неждановой (класс Марии Вержбицкой). Затем совершенствовался в 1996 году в мастер-классе Галины Вишневской в Санкт-Петербурге, в 2000 году в мастер-классе Бернда Вайкля (Венская опера) в Москве.
На оперной сцене с 1992 года. За это время Константин принял участие во многих постановках ведущих оперных театров разных стран:
- Мариинского театра («Севильский цирюльник» Россини),
- Малого оперного театра («Евгений Онегин» Чайковского, «Князь Игорь» Бородина, «Борис Годунов» Мусоргского, «Дон Жуан» Моцарта, «Богема» Пуччини),
- Московского театра «Геликон-опера» («Похищение из сераля» Моцарта),
- Одесского оперного театра («Орлеанская дева» Чайковского),
- Национальной оперы Молдавии («Риголетто» и «Травиата» Верди),
- Волгоградской оперной антрепризы («Риголетто» Верди).

В репертуаре певца более двух десятков теноровых партий в операх, опереттах и мюзиклах, а также — кантатах, ораториях и мессах на итальянском, французском, немецком и других языках.
Широка география гастролей артиста: Финляндия, Германия, Нидерланды, Бельгия, Португалия, Испания, Япония, различные города России и стран СНГ.
Котельников занимается и педагогической деятельностью. Он преподавал вокал в Санкт-Петербургском музыкально-педагогическом колледже № 3.
В 2016 году Котельников эмигрировал в Израиль, где и проживает сейчас постоянно.

## Премии
- 1993 год — лауреат Международного конкурса молодых певцов им. Н. К. Печковского (Санкт-Петербург).
- 1998 год — диплом и поощрительная премия III Международного конкурса им. Римского-Корсакова (Санкт-Петербург).

## Публикации
- Котельников Константин. Взгляд из будущего: К 100-летию Ивана Козловского // Независимая газета. — 2000. — 24 марта.

## Дискография

### CD
- 2000 г. «JUST STAY WITH ME» («Побудь со мной»).
- 2007 г. «Стали надменны Вы со мной…» Старинные западноевропейские арии XVI—XVIII веков.
- «Век юный, прелестный» Песни и романсы XIX века.
- 2006 г. Сборник. «Андрей Петров 21 века» (2 CD).

### Кассеты
- «Любимое…» Арии из опер, неаполитанские и украинские песни.

### DVD
- Концерт. «Русский романс в старинном особняке» (4.10.2009 в Доме Архитектора)